# جوردی رورا
جوردی رورا (انگلیسی: Jordi Roura؛ زادهٔ ۱۰ سپتامبر ۱۹۶۷)، یک بازیکن فوتبال اهل اسپانیا بود که هم‌اکنون به عنوان مربی در کادر فنی بارسلونا حضور دارد.